# Клитбо, Синтия
Синтия Клитбо (исп. Diana Cynthia Klitbo Gamboa; род. 11 марта 1967, Сакатекас, штат Сакатекас, Мексика) — мексиканская актриса.

## Биография
Родилась 11 марта 1967 года в Сакатекас в смешанной семье. Отец — датчанин, мать — мексиканка Элиса (скончалась 28 августа 2014 года от инфаркта). Дебютировала актриса в 1987 году в сериале «Тихая любовь». Фильмография актрисы включает около сорока актёрских работ в кино и сериалах. Её известные роли — Летисия в сериале «Моя вторая мама», Лаура в сериала «Хозяйка» и Росаура Онтиверос в сериале «Однажды у нас вырастут крылья».

## Личная жизнь
Синтия Клитбо трижды была замужем, все три брака закончились разводами. Её первым мужем был актёр Хорхе Антолин, с которым она прожила с 1987 по 1989 год. Её вторым мужем был актёр кубинского происхождения Франсиско Гатторно, также снимавшийся в сериале «Хозяйка». По слухам, этот брак был нужен кубинцу, чтобы закрепиться в числе постоянных исполнителей в мыльных операх, но быстро закончился разводом (это не помешало, однако, бывшим супругам в дальнейшем сняться вместе в сериале «Гадкий утёнок»). Её третьим и последним мужем был актёр Рубен Лира. Этот брак принёс актрисе долгожданного ребёнка.

## Фильмография
- 1987—1988 — Тихая любовь — Аурора
- 1989 — Моя вторая мама — Летисия
- 1990 — Моя маленькая Соледад
- 1990 — Я покупаю эту женщину — Эфигения
- 1991 — Горькие цепи — София Хастелум
- 1993 — Сон любви — Ана Луиса
- 1995 — Хозяйка — Лаура
- 1997 — Однажды у нас вырастут крылья — Росаура Онтиверос
- 1998—1999 — Привилегия любить — Тамара де ла Солина
- 1998—1999 — Что происходит с нами?
- 2003 — Фата Невесты — Ракела Вилльясеньер
- 2016 — Вино любви — Марта Эстрада Виуда де Муньос
- 2023 - Игра в ложь — Рената дель Рио

## Награды
TVyNovelas
Синтия Клитбо была номинирована 11 раз на премию, получила три награды:
- 1992 — Лучшая злодейка — «Горькие цепи»
- 1999 — Лучшая злодейка — «Привилегия любить»
- 2014 — Лучшая актриса второго плана — «Я тебя люблю, потому что люблю»

Ace (США)
- 1996 — Лучшая женская роль в теленовелле — «Хозяйка»